# Dario Mangiarotti
Dario Mangiarotti (Milano, 18 dicembre 1915 – Lavagna, 9 aprile 2010) è stato uno schermidore e maestro di scherma italiano, specializzato nella spada e nel fioretto. Ha vinto una medaglia d'oro (a Helsinki 1952 con Roberto Battaglia, Franco Bertinetti, Giuseppe Delfino, Edoardo Mangiarotti e Carlo Pavesi nella spada a squadre) e due d'argento nella scherma ai Giochi olimpici.
Ha vinto, inoltre, il campionato del mondo di spada individuale nel 1949 a Il Cairo, oltre a quattro ori a squadre rispettivamente nel 1937, nel 1949, nel 1950 e nel 1953.
Si è aggiudicato, infine, sei ori ai campionati italiani di specialità..
È il figlio di Giuseppe Mangiarotti, fratello di Edoardo Mangiarotti e zio di Carola Mangiarotti.

## Palmarès
In carriera ha ottenuto i seguenti risultati:
Giochi olimpici
Individuale
- Argento nella spada a Helsinki 1952

A squadre
- Oro nella spada a Helsinki 1952
- Argento nella spada a Londra 1948

Mondiali
Individuale
- Oro nella spada a Il Cairo 1949
- Bronzo nella spada a Montecarlo 1950

A squadre
- Oro nella spada a Parigi 1937
- Oro nella spada a Il Cairo 1949
- Oro nella spada a Montecarlo 1950
- Oro nella spada a Bruxelles 1953
- Argento nella spada a Stoccolma 1951
- Bronzo nella spada a Piešťany 1938
- Bronzo nella spada a Lisbona 1947

Giochi del Mediterraneo
Individuale
A squadre
- Oro nella spada ad Alessandria d'Egitto 1951

Campionati italiani
Individuale
- Oro nella spada nel 1936
- Oro nella spada nel 1938
- Oro nella spada nel 1940
- Oro nella spada nel 1946
- Oro nella spada nel 1951
- Oro nella spada nel 1953

A squadre